# World ORT

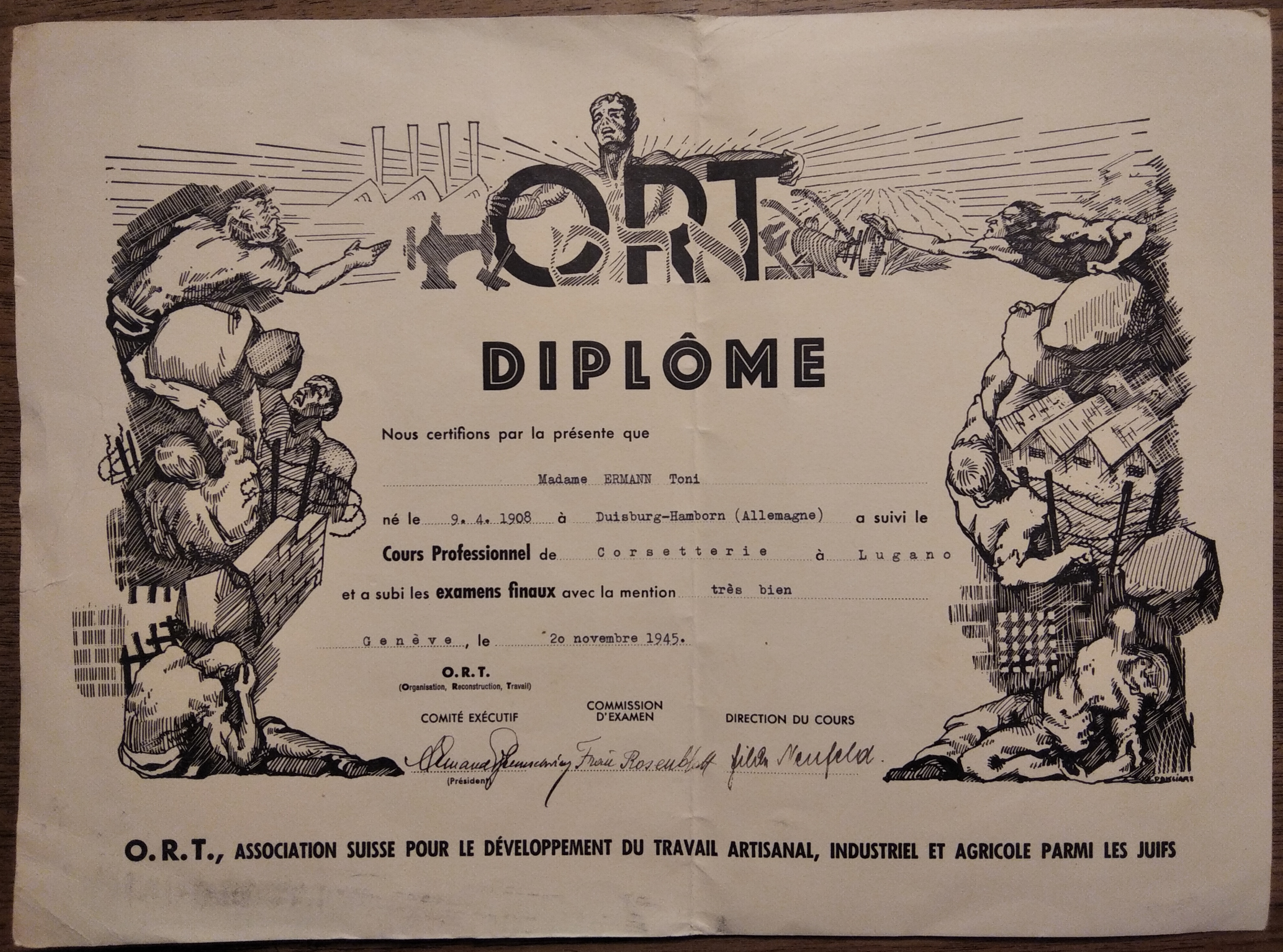
Um certificado ORT de formação profissional em espartilhos, entregue ao sobrevivente do Holocausto Toni Ermann, Geneva, 1945

World ORT, acrônimo da romanização russa de Obshchestvo Remeslennogo zemledelcheskogo Truda (em caracteres cirílicos Общество Ремесленного земледельческого Труда), que em português significa Sociedade do Trabalho Agrícola e Artesanal, é uma organização não-governamental internacional de caráter educativo. Está sediada na Suíça.
Atualmente realiza atividades em mais de 58 países (inclusive no Brasil), mas ao longo de seu história já esteve presente em mais de 100. Foi fundada em 1880, durante o extinto Império Russo, e suas atividades visam sobretudo, mas não exclusivamente, à comunidade judia.